# 陶學修
陶學修（？—？），广西全州人，明朝政治人物。举人出身。
万历四十六年（1618年），擔任明朝廣州府新安縣知縣。后由陳良言接任。
天啟二年（1622年），荷蘭軍入佛堂門，新安縣知縣陶學修率領軍民；荷蘭軍退。